# Eugênio Bucci
Eugênio Bucci ComRB (Orlândia, 24 de novembro de 1958) é um jornalista e professor universitário brasileiro. Durante o primeiro governo Lula, foi presidente da Radiobrás (2003-2007).
É professor titular da Escola de Comunicações e Artes da Universidade de São Paulo, onde dá aulas de graduação e pós-graduação  e é Superintendente de Comunicação Social. É membro do Conselho Administrativo do Colégio Santa Cruz de São Paulo.  Em 2021, encerrou seus mandatos como membro do Conselho Científico-Cultural do Instituto de Estudos Avançados (IdEA) da Universidade Estadual de Campinas (Unicamp), e do Conselho Consultivo da Fundação OSESP (Orquestra Sinfônica do Estado de São Paulo).Escreve quinzenalmente na página 2 do jornal O Estado de S. Paulo.
Integra o Conselho Curador da Fundação Padre Anchieta, o Conselho Deliberativo do Instituto Vladimir Herzog e o Conselho Consultivo da Aberje (Associação Brasileira de Comunicação Empresarial) entre outros. Foi professor da Escola Superior de Propaganda e Marketing (ESPM), entre 2010 e 2014, onde dirigiu o curso de Pós-Graduação em Jornalismo com Ênfase em Direção Editorial, de 2011 a 2013.
Foi presidente da Radiobrás de 2003 a 2007 e integrou o Conselho Curador da Fundação Padre Anchieta (TV Cultura de São Paulo) de 2007 a 2010. Na Editora Abril, foi diretor de redação das revistas mensais "Superinteressante" e "Quatro Rodas", e Secretário Editorial.

## Biografia

### Formação acadêmica
Formou-se em Comunicação Social pela Escola de Comunicações e Artes da Universidade de São Paulo (ECA-USP; 1982) e em Direito também pela Universidade de São Paulo (1988) . Pela ECA-USP, doutorou-se em 2002 e defendeu sua tese de livre-docência em 2014.
Em 1980, elegeu-se como suplente para a diretoria do DCE da USP (como um dos representantes da tendência estudantil Liberdade e Luta na chapa), e passou a integrar a diretoria logo no início da gestão.
Em 1984 foi presidente do Centro Acadêmico XI de Agosto, da Faculdade de Direito da Universidade de São Paulo. A chapa de sua campanha chamava-se "The Pravda", alusão irônica dupla ao jornal americano The New York Times e ao informativo oficial soviético Pravda. A mesma chapa elegeu seu sucessor, Fernando Haddad, seu companheiro desde essa época.
Filiado ao Partido dos Trabalhadores nos anos 80, foi um dos criadores e o primeiro editor da revista Teoria e Debate, que é atualmente editada pela Fundação Perseu Abramo.

### Na carreira
Como jornalista profissional, foi diretor de revistas mensais (como Superinteressante e Quatro Rodas), crítico de cultura e televisão em jornais (Folha de S.Paulo, O Estado de S. Paulo, Jornal do Brasil) e revistas (Veja, Nova Escola e Sem Fronteiras), além de Secretário Editorial da Editora Abril. Trabalhou na Editora Brasiliense, onde atuava ao lado de Caio Graco Prado.
Em 2002, recebeu o título de doutor em Ciências da Comunicação, área de Jornalismo, pela Escola de Comunicações e Artes da USP. Foi professor de Ética Jornalística na Faculdade Cásper Líbero nos anos de 2001 e 2002.

#### Radiobrás
Em 2003, foi escolhido pelo recém-empossado presidente Luiz Inácio Lula da Silva para suceder Carlos de Cerqueira Leite Zarur como presidente da Radiobrás (Empresa Brasileira de Comunicação) no gabinete do ministro-chefe de Comunicação Luiz Gushiken.
Comandando o processo de revitalização e reposicionamento da empresa estatal de comunicação. Seu trabalho foi elogiado pelos principais veículos de comunicação do país e por diversos políticos e intelectuais, acumulando prêmios e reconhecimento nacional e internacional. Em 2005, foi condecorado pelo presidente Lula com a Ordem de Rio Branco no grau de Comendador suplementar.
Foi exonerado da presidência da Radiobrás em 2007 e sucedido por José Roberto Barbosa Garcez. Narrou a experiência na Radiobrás no livro "Em Brasília, 19 horas: a Guerra entre a Chapa-branca e o Direito à Informação no Primeiro Governo Lula", publicado em 2008.

#### Outros cargos
Em 2007, ao sair da empresa, assumiu o posto de Professor Visitante do Instituto de Estudos Avançados da Universidade de São Paulo. Colaborou com o site Observatório da Imprensa entre 2008 e 2011. Foi colunista da revista Época entre 2011 e 2018. Atualmente, é articulista do jornal O Estado de S. Paulo.
Em 2008, foi aprovado como professor de Jornalismo da Escola de Comunicação e Artes da Universidade de São Paulo.
No segundo semestre de 2008, aceitou o convite para ser ombudsman do "Jornal do Campus", editado pela turma do 3º ano de Jornalismo Matutino da ECA-USP. Naquele semestre, Bucci criticou e analisou as publicações feitas pelos alunos de jornalismo.
Entre 2010 e 2013, Bucci dirigiu o curso de pós-graduação em jornalismo da Escola Superior de Propaganda e Marketing, no qual lecionaram nomes como Roberto Civita (do Grupo Abril) e Alberto Dines (Observatório da Imprensa). O  jornalista, no entanto, continua a lecionar na Escola de Comunicações e Artes (ECA-USP).
Em 2012, publicou, juntamente com Marco Chiaretti e Ana Maria Fiorini, "Indicadores de Qualidade nas Emissoras Públicas: uma avaliação contemporânea", na série Dabates CI, da Organização das Nações Unidas para a Educação, a Ciência e a Cultura (UNESCO).
Em 2014 obteve o título de Livre-Docente pela Universidade de São Paulo, com a pesquisa "O Estado de Narciso: Como e por que o jornalismo das emissoras públicas e toda a máquina da comunicação pública no Brasil foram postos a serviço da vaidade particular dos governantes", que viria a ser publicada em 2015 pela Companhia das Letras, no livro “O Estado de Narciso – a comunicação pública a serviço da vaidade particular”.
Em 2017 foi aprovado em concurso para professor Titular do Departamento de Informação e Cultura da Escola de Comunicações e Artes (ECA-USP).

## Prêmios
Ganhou o prêmio Luiz Beltrão de Ciências de Comunicação, na categoria Liderança Emergente (2011), o Prêmio "Excelência Jornalística 2012", da Sociedade Interamericana de Imprensa (SIP), e o Prêmio Esso de “Melhor Contribuição à Imprensa” (2013), concedido à "Revista de Jornalismo ESPM" da qual é orientador editorial . Também recebeu o Prêmio Tese Destaque USP por orientação no trabalho: “O príncipe digital: estruturas de poder, liderança e hegemonia nas redes sociais” da Dra. Maíra Carneiro Bittencourt Maia e foi o Jornalista Homenageado 2017 do Prêmio Especialistas - Negócios da Comunicação. Sete de seus livros foram finalistas do Prêmio Jabuti.